# Български хоризонти
Български хоризонти е вестник на българите в Канада, издаван в Торонто от 1999 г. насам.
Вестникът се разпространява предимно чрез абонамент на територията на цяла Канада. Излиза веднъж на 2 седмици, в 12 страници и тираж около 4500 броя, на цена 1,50 долара.
Идеята на вестника е да разширява хоризонта на знанията за света и България, да предизвиква дискусии, да дава полезна за имигрантите информация. Издател на вестника е Максим Божилов.